# Groupe de NGC 6166
Le groupe de NGC 6166 comprend au moins quatre galaxies situées dans la constellation d'Hercule. La distance moyenne entre ce groupe et la Voie lactée est d'environ 133,3 Mpc (∼435 millions d'al).
Ce groupe de galaxies fait partie de l'amas galactique Abell 2199.

## Membres
Le tableau ci-dessous liste les quatre galaxies qui sont indiquées dans l'article d'Abraham Mahtessian publié en 1998. 
| Nom       | Classification | Type              | α (J2000.0)   | δ (J2000.0) | Vitesse radiale (km/s) | Magnitude apparente | Distance (Mpc) | Dimension (kal) |
| --------- | -------------- | ----------------- | ------------- | ----------- | ---------------------- | ------------------- | -------------- | --------------- |
| NGC 6120  | Sd? pec        | Spirale           | 16h 19m 48.1s | 37° 46′ 28″ | 9184 ± 17              | 13,9                | 136,0 ± 9,5    | 78              |
| NGC 6137  | E              | Elliptique        | 16h 23m 03.1s | 37° 55′ 20″ | 9303 ± 14              | 12,4                | 137,7 ± 9,6    | 199             |
| NGC 6166  | E/cD           | Elliptique géante | 16h 28m 38.5s | 39° 33′ 06″ | 9100 ± 9               | 11,8                | 134,6 ± 9,4    | 266             |
| UGC 10407 | S? pec         | Spirale           | 16h 28m 28.0s | 41° 13′ 07″ | 8446 ± 10              | 12,10               | 124,9 ± 8,7    | 75              |

Le site DeepskyLog permet de trouver aisément les constellations des galaxies mentionnées dans ce tableau ou si elles ne s'y trouvent pas, l'outil du site constellation permet de le faire à l'aide des coordonnées de la galaxie. Sauf indication contraire, les données proviennent du site NASA/IPAC.